# Reticulação
A reticulação polimérica é um processo que ocorre quando cadeias poliméricas lineares ou ramificadas são interligadas por ligações covalentes, um processo conhecido como crosslinking ou ligação cruzada, ou seja, ligações entre moléculas lineares produzindo polímeros tridimensionais com alta massa molar. Com o aumento da reticulação, a estrutura se torna mais rígida. A vulcanização da borracha é um exemplo de ligação cruzada.

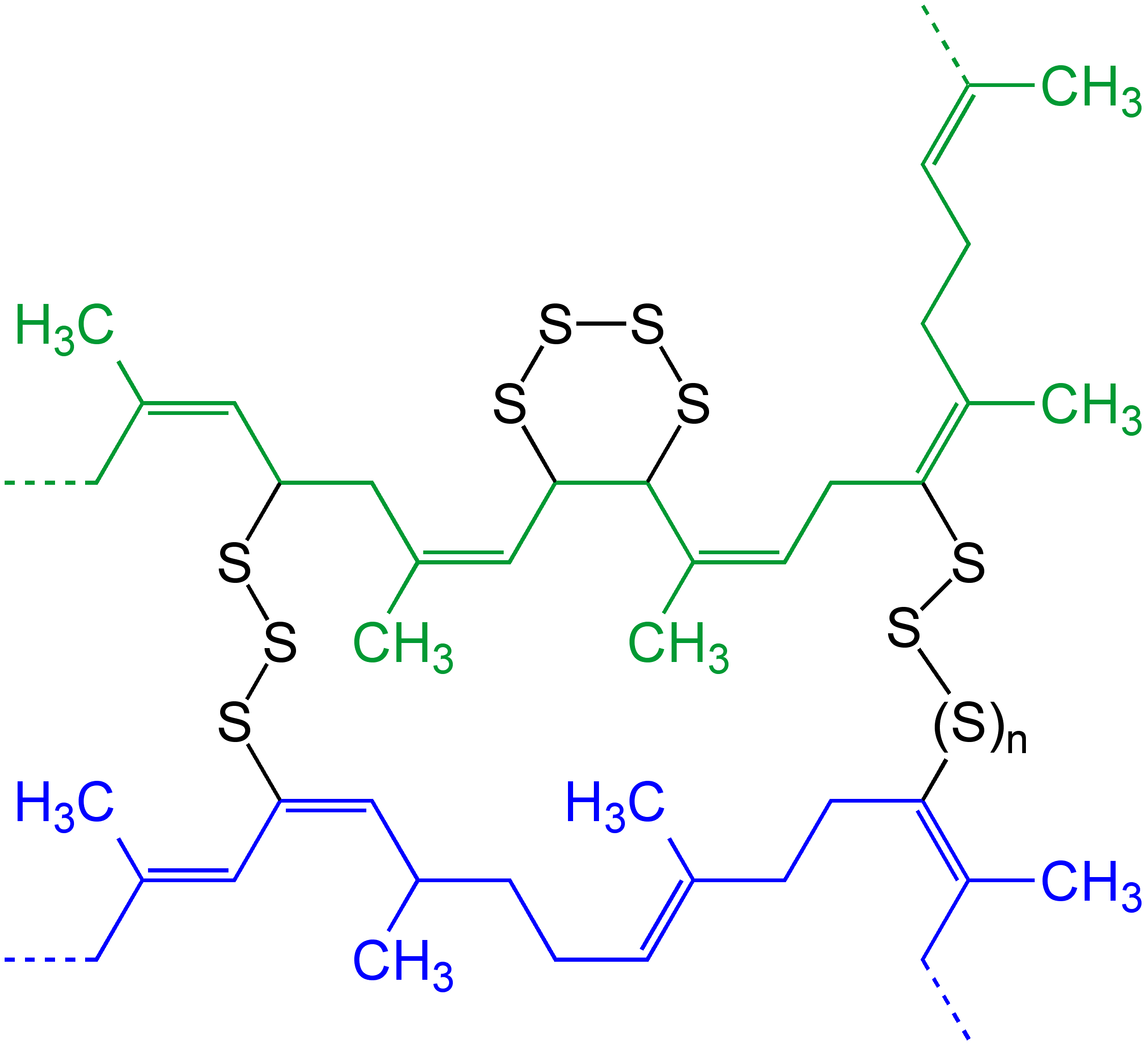
Vulcanização.

Por causa da ligação cruzada, a cadeia polimérica perde a sua fluidez e, como resultado, deixa de ser moldada. Tais polímeros são denominados de termorrígidos. O aumento do peso molecular faz com que esses polímeros sejam insolúveis em água e solúveis em solventes orgânicos. Um polímero termorrígido pode ser considerado uma macromolécula devido a rede formada pela interligação das cadeias poliméricas.
O processo de reticulação pode ser feito irradiando-se polímeros com consequente aumento do peso molecular, podendo formar uma rede tridimensional insolúvel. A reticulação é a reação predominante na irradiação de poliestireno, polietileno, borrachas naturais e sintéticas, entre outros. Apresenta efeito benéfico nas propriedades mecânicas de alguns polímeros e é executada comercialmente para produzir polietileno com estabilidade aumentada e resistência a escorrer em altas temperaturas, por exemplo.
A radiação ionizante, ao interagir com polímeros, transfere energia aos átomos da cadeia polimérica, provocando modificações permanentes na sua estrutura físico-química. Tais modificações podem resultar na reticulação ou na cisão das cadeias poliméricas, que são processos simultâneos e concorrentes, e cuja preponderância de um ou outro depende principalmente da dose de radiação com que foi tratado o material. Uma parte das interações da radiação com o material polimérico pode também resultar diretamente em transferência de energia, que não é suficiente para causar ionização, mas resulta diretamente em um estado eletrônicamente excitado. Estas moléculas que se encontram no estado excitado decaem para o estado fundamental emitindo fosforescência e fluorescência ou por meio de reações químicas, por quebra heterolítica da ligação produzindo íons, ou por quebra homolítica de ligações, favorecendo a formação de radicais, onde ocorrerá o processo de reticulação. O grau de reticulação é proporcional a dose absorvida, sendo independente da intensidade da radiação.
Além da irradiação, agentes reticulantes como o glutaraldeído podem ser utilizados. Este agente bifuncional é extensamente utilizado em imobilização e reticulação de proteínas através de seus grupos aminos residuais, que é um método simples, barato e conveniente para ligantes sensíveis a pH alcalino. A reticulação normalmente é obtida utilizando-se um excesso do agente bifuncional que proverá a superfície da matriz grupos diferentes dos grupos iniciais da mesma. A ligação covalente entre os tais grupos e o grupo aldeído terminal do glutaraldeído é irreversível e resiste a extremos de pH e temperatura.